# Amati
Amati – rodzina włoskich lutników działających w XVI i XVII w. w Cremonie. Oprócz skrzypiec budowali altówki i wiolonczele. Instrumenty te dzięki swemu szlachetnemu brzmieniu mają obecnie bezcenną wartość.

## Czołowi przedstawiciele rodziny

### Andrea Amati
Andrea Amati (przed 1511–przed 1580) to założyciel kremońskiej szkoły lutniczej i pierwszy jej członek, którego instrumenty zachowały się do dzisiaj. Najprawdopodobniej to on ukształtował obecny kształt instrumentów smyczkowych. Jego dzieła odznaczają się elegancją i zachowaniem zasad geometrii.

### Antonio i Girolamo Amati
Następcy Andrei, Antonio Amati (przed 1540–przed 1640) i Girolamo (Hieronymus) Amati (1561–1630), znani jako „bracia Amati”, wprowadzili znaczące zmiany w konstrukcji instrumentów, między innymi udoskonalili otwory rezonansowe (efy). Prawdopodobnie to oni zapoczątkowali budowę altówki jako instrumentu altowego, a nie tenorowego.

### Nicola Amati
Syn Girolama, najsłynniejszy z rodziny Amatich

### Girolamo (Hieronymus II) Amati
Syn Nicola, ostatni twórca z rodziny żył w latach 1649–1740. W sztuce budowy instrumentów przewyższył go Antonio Stradivari.